# جانوس ماير
جانوس ماير (بالمجرية: Mayer János)‏ هو سياسي مجري، ولد في 7 يونيو 1871 في المجر، وتوفي بنفس المكان في 23 ديسمبر 1955.